# صيانة تنبؤية

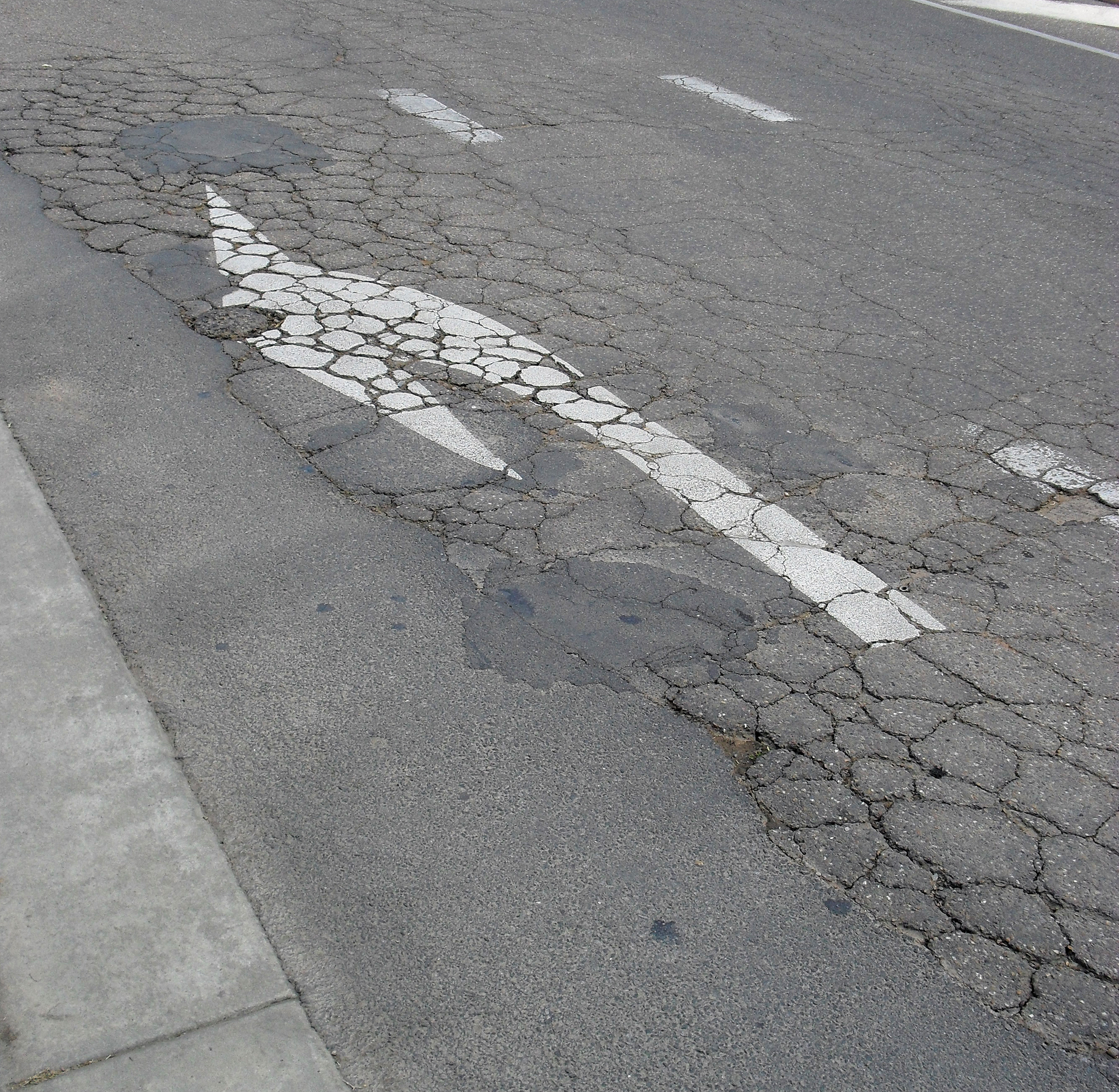

الصيانة التنبؤية (بالإنجليزية: Predictive Maintenance) هي أحد أساليب إدارة الصيانة الحديثة والتي بدأ تطبيقها في الدول الصناعية المتقدمة في نهايات السبعينات وبدايات الثمانينات من القرن العشرين. وتعتبر تطورا لأساليب الصيانة التقليدية مثل الصيانة الوقائية.
تعتمد الصيانة التنبؤية على مبدأ "مراقبة الحالة" Condition Monitoring للماكينة أو المعدة من أجل التنبؤ بنوع وميعاد العطل قبل حدوثه مما يترتب علية توفير المال أكثر من اى نوع من أنواع الصيانة الأخرى "الصيانة الدورية أو الوقائية لان الاصلاحات تتم فقط عند الحاجة "قبل حدوث العطل" بالإضافة انها تكون مخططة ومدروسة وتحت السيطرة، ويتم ذلك باستخدام عدة تقنيات من أهمها:
- قياس الاهتزازات الميكانيكية وتحليلها Vibration Measurements and Analysis(وهي أهم تقنيات الصيانة التنبؤية)
- الفحص البصري Visual Inspection
- تحليل الزيوت Oil Analysis
- الأشعة فوق الصوتية Ultrasonic Testing
- الأشعة تحت الحمراء Infrared Thermography
- تحليل المواتير Motor Anlysis

## مميزات استخدام الصيانة التنبؤية
يحقق استخدام تقنيات الصيانة التنبؤية عدة مزايا للمنشأة الصناعية من أهمها:
1. زيادة عمر الماكينة
2. تقليل وقت توقف الإنتاج
3. زيادة الاعتمادية على المعدات "Reliability"
4. خفض النفقات المصروفة على العمالة وقطع الغيار
5. تحسين جودة المنتج بصفة عامة
6. تحسين بيئة العمل والأمن الصناعي
7. توفير الطاقة
8. تخفيض النفقات بنسبة تتراوح ما بين 8 إلى 12 % مقارنة باستخدام الصيانة الوقائية.[1]

## موضوعات ذات صلة
- الصيانة
- الصيانة الوقائية
- إدارة الصيانة بالحاسب الآلي
- رصد التشوه